# Кичинецька сільська рада
Кичине́цька сільська́ ра́да — адміністративно-територіальна одиниця та орган місцевого самоврядування в Корсунь-Шевченківському районі Черкаської області. Адміністративний центр — село Кичинці.

## Загальні відомості
- Населення ради: 510 осіб (станом на 2001 рік)

## Населені пункти
Сільській раді підпорядковані населені пункти:
- с. Кичинці
- с. Мірошниківка

## Склад ради
Рада складається з 12 депутатів та голови.
- Голова ради: Лапінський Микола Леонідович
- Секретар ради: Курцева Галина Свиридонівна

### Керівний склад попередніх скликань
| Прізвище, ім'я, по батькові  | Основні відомості                                    | Дата обрання | Дата звільнення |
| ---------------------------- | ---------------------------------------------------- | ------------ | --------------- |
| Стороженко Іван Васильович   | Сільський голова, 1967 року народження, безпартійний | 26.03.2006   | 31.10.2010      |
| Лапінський Микола Леонідович | Сільський голова, 1966 року народження, освіта вища  | 31.10.2010   |                 |

Примітка: таблиця складена за даними сайту Верховної Ради України

### Депутати
За результатами місцевих виборів 2010 року депутатами ради стали:

#### За суб'єктами висування
| Суб'єкт висування | Кількість обраних депутатів | %    |
| ----------------- | --------------------------- | ---- |
| Самовисування     | 7                           | 58,3 |
| Партія регіонів   | 3                           | 25   |
| Народна партія    | 2                           | 16,7 |

#### За округами
| № округу        | Прізвище, ім'я, по батькові      | Дата визнання обраним | Освіта  | Партійна приналежність | Відомості про обраного депутата           |
| --------------- | -------------------------------- | --------------------- | ------- | ---------------------- | ----------------------------------------- |
| Народна Партія  |                                  |                       |         |                        |                                           |
| 8               | Стороженко Людмила Василівна     | 02.11.2010            | середня | член Народної партії   | Кичинецька с/рада, техпрацівник           |
| 9               | Дорошенко Вікторія Олександрівна | 02.11.2010            | вища    | член Народної партії   | Кичинецька с/рада, секретар               |
| Партія регіонів |                                  |                       |         |                        |                                           |
| 1               | Кутас Майя Григорівна            | 02.11.2010            | вища    | член Партії регіонів   | Сільська бібліотека, бібліотекар          |
| 2               | Борисенко Лідія Миколаївна       | 02.11.2010            | середня | член Партії регіонів   | Фермер                                    |
| 3               | Голуб Михайло Васильович         | 02.11.2010            | вища    | член Партії регіонів   | приватний підприємець                     |
| Самовисування   |                                  |                       |         |                        |                                           |
| 4               | Гладишенко Віра Петрівна         | 02.11.2010            | середня | позапартійна           | пенсіонер                                 |
| 5               | Дорошенко Валентина Вікторівна   | 02.11.2010            | вища    | позапартійна           | фельдшерсько-акушерський пункт, медсестра |
| 6               | Варю Світлана Василівна          | 02.11.2010            | середня | позапартійна           | тимчасово не працює                       |
| 7               | Михасик Тетяна Олексіївна        | 02.11.2010            | середня | позапартійна           | тимчасово не працює                       |
| 10              | Гудзенко Надія Анатолівна        | 02.11.2010            | середня | позапартійна           | ЗАТ НВФ «Урожай», вагар                   |
| 11              | Зубко Сергій Миколайович         | 02.11.2010            | середня | позапартійний          | тимчасово не працює                       |
| 12              | Курцева Галина Свиридонівна      | 02.11.2010            | середня | позапартійна           | ПП «Огилько», продавець                   |